# Animal Rights (album)
Cet article concerne l'album de Moby. Pour la chanson de Deadmau5 et Wolfgang Gartner, voir Animal Rights (chanson).
Albums de Moby
Everything is Wrong
(1995) I Like to Score
(1997)
Animal Rights est le quatrième album studio de Moby, sorti le 23 septembre 1996.

## Genèse et caractéristiques
Agacé par les mauvaises critiques relatives à ses productions électroniques et à son album Everything is Wrong, sorti un an auparavant, et alors perçu par Moby comme sa seule chance de pouvoir sortir un album un jour (les albums Moby et Ambient sont parus sans son accord et ne correspondent pas à la vision qu'avait Moby de son premier album), le musicien, lassé de la scène dance, opère un véritable virage artistique en sortant cet album très influencé par les groupes de punk rock et de heavy metal qu'il appréciait dans sa jeunesse (ayant lui-même joué dans le groupe de punk hardcore Vatican Commandos dans les années 1980), et comprenant une reprise de That's When I Reach for My Revolver de Mission of Burma.

## Réception et héritage
Ce sera un échec critique et commercial. La tournée de promotion de l'album, où il ouvre pour Soundgarden, n'attirera pas non plus les foules. Son manager Eric Härle a de plus déclaré qu'Animal Rights aurait pu causer la fin de la carrière de Moby, tant l'audience fut peu réceptive à l'album et confuse à propos des capacités et du genre musical de l'artiste. Malgré cela, Moby place Animal Rights en première position de ses albums préférés de sa discographie.
Ironiquement, la musique électronique qu'il laisse de côté sur cet album connaîtra au même moment de plus en plus de succès via des groupes comme The Prodigy et The Chemical Brothers.
Après avoir réussi à combiner succès critique et commercial avec notamment les albums Play et 18, il retentera « l'expérience punk » une vingtaine d'années plus tard sur les albums These Systems Are Failing et More Fast Songs About the Apocalypse.

## Titres
| No  | Titre                               | Durée |
| --- | ----------------------------------- | ----- |
| 1.  | Now I Let It Go                     | 2:08  |
| 2.  | Come on Baby                        | 4:39  |
| 3.  | Someone to Love                     | 2:51  |
| 4.  | Heavy Flow                          | 1:54  |
| 5.  | You                                 | 2:33  |
| 6.  | My Love Will Never Die              | 4:32  |
| 7.  | Soft                                | 3:57  |
| 8.  | Say It's All Mine                   | 6:04  |
| 9.  | That's When I Reach for My Revolver | 3:55  |
| 10. | Face It                             | 10:01 |
| 11. | Living                              | 6:59  |
| 12. | Love Song For My Mom                | 3:40  |

| 1. | Degenerate               | 3:25  |
| 2. | Dead City                | 4:53  |
| 3. | Walnut                   | 3:06  |
| 4. | Old                      | 5:06  |
| 5. | A Season in Hell         | 4:01  |
| 6. | Love Song For My Mom     | 3:43  |
| 7. | The Blue Terror of Lawns | 3:22  |
| 8. | Dead Sun                 | 3:44  |
| 9. | Reject                   | 18:28 |

## Couverture
La couverture montre Moby, âgé de deux semaines, tenu par son grand-père.